# East Bilney
East Bilney är en by i civil parish Beetley, i distriktet Breckland, i grevskapet Norfolk i England. Byn är belägen 8 km från Dereham. East Bilney var en civil parish fram till 1935 när blev den en del av Beetley. Civil parish hade 117 invånare år 1931.